# Gheorghe Cozorici
Gheorghe Cozorici (ur. 16 lipca 1933 w Suczawie, zm. 18 grudnia 1993 w Bukareszcie) - rumuński aktor teatralny i filmowy.

## Filmografia wybrana
- 1964: Partea ta de vină
- 1965: Las powieszonych (Pădurea spânzuraților)
- 1967: Gioconda fără surîs
- 1973: Frații Jderi
- 1974: Ștefan cel Mare
- 1975: Patima
- 1977: Aurel Vlaicu
- 1977: Urgia
- 1980: Detașamentul Concordia
- 1981: Un echipaj pentru Singapore
- 1982: Comoara
- 1985: Zbor periculos
- 1985: Vară sentimentală
- 1989: Złoty pociąg (Trenul de aur)